# 덕수초등학교
덕수초등학교는 제주특별자치도 서귀포시 안덕면 덕수리에 있는 공립 초등학교이다.

## 학교 연혁
- 1926년	9월 1일 일진의숙 설립(덕수리 2330번지)
- 1938년	4월 1일 현위치로 이설(중면사무소 건물 구입 이설)
- 1946년	9월 1일 덕수공립국민학교 인가
- 1946년	9월 15일 덕수공립초등학교 개교(6년제 3학급)
- 1950년	5월 1일 덕수국민학교로 개칭
- 1950년	6월 1일 덕수국민학교 서광분교장 인가
- 1953년	5월 31일 서광분교장 서광국민학교로 승격
- 1996년	3월 1일 덕수초등학교 개칭(4학급 편성)
- 2016년	9월 1일 양정숙 교장 부임
- 2017년	2월 10일 제67회 졸업(연인원 1,529명)

## 참고 자료
- 덕수초등학교 - 한국교육학술정보원 학교알리미